# Horodyscy herbu Korczak

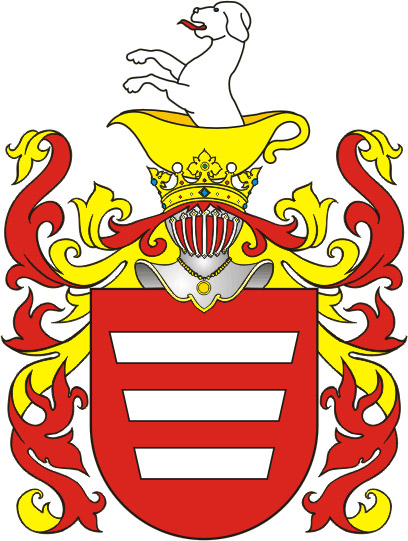
herb Korczak

Horodyscy – polski ród szlachecki pieczętujący się herbem Korczak, który według Adama Bonieckiego miał pochodzić aż z trzech niezależnych gniazd, tj. z Horodyszcza w województwie wołyńskim, z Horodyszcza w ziemi chełmskiej oraz z Horodyszcza w powiecie samborskim w ziemi przemyskiej, przy czym wszyscy ci Horodyscy byli jednego herbu.
Możliwe że pierwotnym gniazdem tego rodu było jednak Horodyszcze w Ziemi Chełmskiej, albowiem Horodyscy stamtąd właśnie byli odnotowani w aktach grodzkich i ziemskich jako pierwsi i to już w XV w.
W związku z licznym rozrodzeniem poszczególne linie używały dla identyfikacji następujących przydomków: Abramowicz, Bratko, Jadwiszczak, Kamatiak, Maciejczak, Omańczyc, Prokopiak, Puhacz i Żurawel.

## Przedstawiciele

### Gałąź wołyńska
- Iwan (według Słownika geograficznego Królestwa Polskiego – Horodziński[1]) – w 1570 właściciel Horodyszcza i Nowostawców w powiecie łuckim

### Inni
- Bronisław Horodyski
- Franciszek Horodyski
- Jadwiga Maria Horodyska[2]
- Kazimierz Horodyski
- Kornel Horodyski
- Kornel Jan Leon Ludwik Horodyski[2]
- Tomasz Horodyski